# Vororte des KSCV

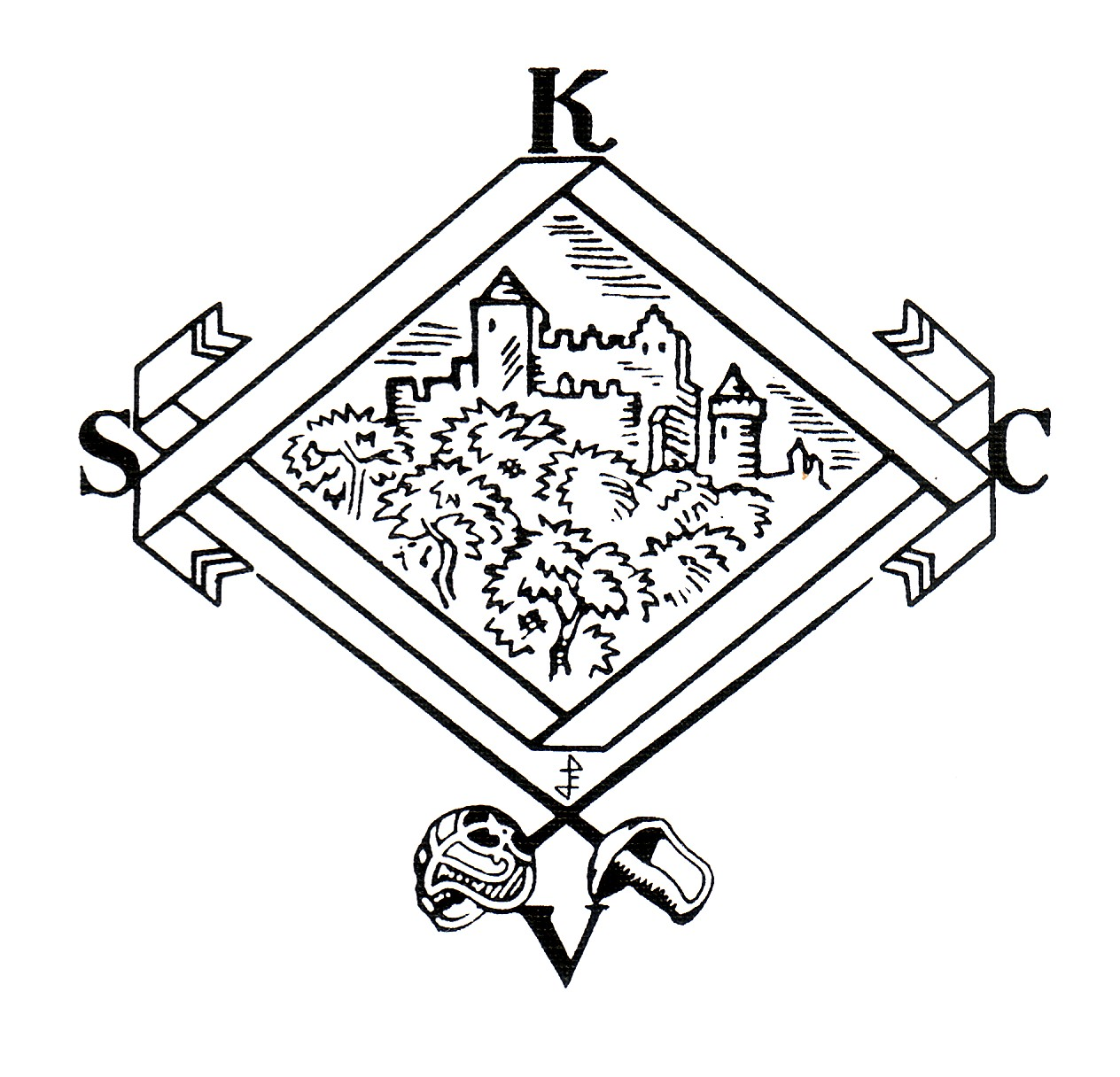
Kösener Raute mit der Rudelsburg

Der Vorort des KSCV ist das jährlich wechselnde Leitungsgremium des Kösener Senioren-Convents-Verbandes (KSCV).

## Leitung des Verbandes

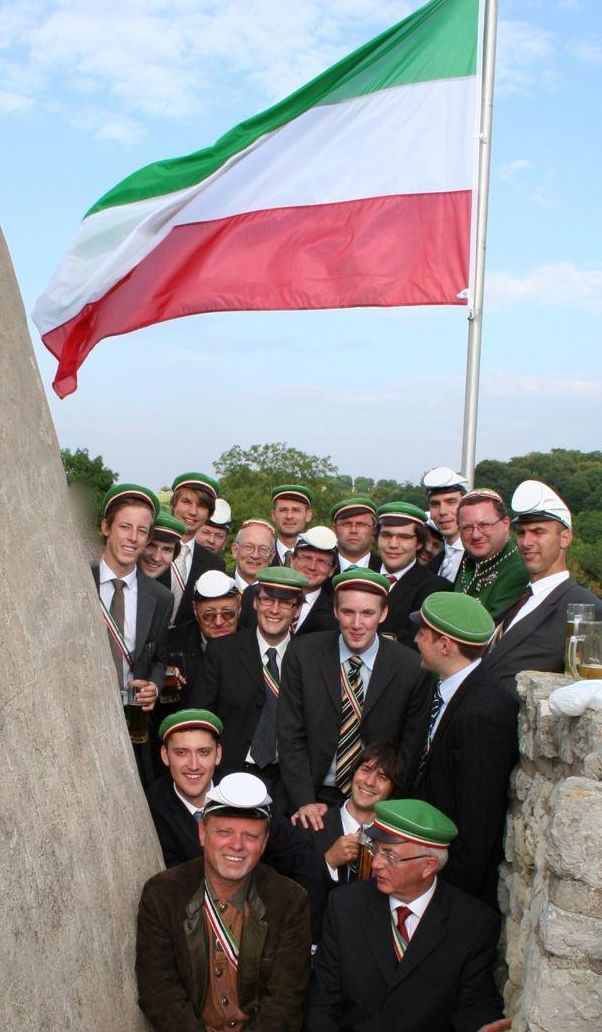
Fahnenwechsel 2008

„Vororte“ gab es im Mittelalter und in der frühen Neuzeit viele, z. B. in Städtebünden wie der Hanse. Der Begriff bezeichnete treffend das jeweils geschäftsführende Mitglied. Nach dem Deutschen Wörterbuch war der Begriff auch in der Studentensprache der zweiten Hälfte des 18. Jahrhunderts gängig. Populär wurde er im staatsrechtlichen Gebrauch für den Kanton (Schweiz), der der Eidgenossenschaft (bis 1848) vorstand.
Direkte Mitglieder des KSCV sind im Sinne der Subsidiarität nicht die Corps, sondern die Senioren-Convente (SC) an den jeweiligen Hochschulorten. Einzelcorps können SC-Rechte erhalten. Geleitet wird der KSCV seit 1855 vom Vorort, den die SC im jährlichen Wechsel stellen. Die Vorort-Mannschaft besteht aus drei oder mehr Angehörigen der einzelnen Corps. Einzelcorps mit SC-Rechten stellen den Vorort allein oder bitten um Dispens. Primus inter pares und verantwortlich für die Führung der Vorortgeschäfte ist der so genannte Vorortsprecher, den traditionell das älteste oder das jeweils präsidierende SC-Corps stellte, in moderner Zeit jedoch im SC gewählt wurde. Die Corpszugehörigkeit des Vorortsprechers und des in Vorortsachen präsidierenden Corps sind stets identisch. Seit 1855 wechselt der Vorort in der alphabetischen Reihenfolge der Hochschulorte. In den ersten Jahrzehnten des KSCV wechselte der Vorort beim alljährlichen Kösener Congress in der Woche vor Pfingsten, ab 1874 nach dem Congress und später zum Jahresende. Seit den 1970er Jahren beginnt das Amtsjahr offiziell Anfang November mit dem so genannten Vorortübergabekommers beim übernehmenden Corps. Auf dem Turm der Rudelsburg weht die Fahne des präsidierenden Vorortcorps. Die erste nach der Wiedervereinigung war im August 1993 die von Teutonia-Hercynia, dem präsidierenden Vorortcorps im Göttinger Senioren-Convent. Seither wird die Fahne symbolisch zur jährlichen Übergabe der Vorortgeschäfte im August gewechselt.
Der Vorortsprecher leitet den ordentlichen Kösener Congress (oKC). Vorort und Vorsitz beim oKC fallen in neuerer Zeit zusammen. Traditionsgemäß stellen alle Kösener Listen nicht auf den Vorortsprecher, sondern auf den Vorsitzenden des oKC ab. Der traditionelle Tagungsort bis 1935 und erstmals wieder seit 1994 des Congresses ist der Mutige Ritter in Kösen. Für Arbeitssitzungen und Festveranstaltungen wird die Rudelsburg genutzt. Während der Deutschen Teilung tagte der Congress von 1954 bis 1993 in Würzburg. Zu verdanken war das Max Meyer und Philipp Zeitler. Als Rektor der Julius-Maximilians-Universität Würzburg setzte Meyer sich seit 1948 bei der Westdeutschen Rektorenkonferenz für die Korporationen ein. Zeitler trieb den Wiederaufbau der zerstörten Stadt voran und förderte die Kösener Congresse. KSCV und VAC tagten erst in der Festung Marienberg, dann in den Huttensälen.

„Die Kösener Kongresse, denen ich persönlich beigewohnt habe – es sind deren elf, die sich auf 25 Jahre verteilen – boten mir stets das Bild musterhaften Taktes, parlamentarischer Ordnung und Sachlichkeit. Vielrederei, vernehmbare Zeichen von Beifall oder Mißfallen, Zwischenrufe und dergleichen sind gänzlich ausgeschlossen. Die naheliegende Parallele mit Beispielen aus dem öffentlichen Leben unterlasse ich zu ziehen: die Leser verstehen mich und werden mir recht geben.“

## Liste der Vororte mit den Vorsitzenden der Congresse
| Jahr          | Vorort                        | Präsidierendes Corps                                 | Vorsitzender des oKC                                                                        | Aufgenommene SC, Chronik |
| ------------- | ----------------------------- | ---------------------------------------------------- | ------------------------------------------------------------------------------------------- | --- |
| 10. Juni 1848 | Heidelberger Senioren-Convent | Vandalia Heidelberg                                  | Friedrich von Klinggräff                                                                    | SC-Deputierten-Versammlung auf der Rudelsburg |
| 15. Juli 1848 | Heidelberg                    | Vandalia                                             | v. Klinggräff v. Sileon Guestphaliae                                                        | Gründung des KSCV in Jena |
| 1849          | Hallenser Senioren-Convent    | Marchia (III)                                        | Rudolf Wendt (EM)                                                                           | Kösen |
| 1850          | Jena                          | Thuringia Jena                                       | Friedrich Weller (EM) sp. Saxoniae Leipzig                                                  | |
| 1851          | Berliner SC                   |                                                      |                                                                                             | Kösener Flaute |
| 1852          | Heidelberg                    | Meldungen zwischen 9 SC                              |                                                                                             | |
| 1853          |                               | Meldungen zwischen 7 SC                              |                                                                                             | |
| 1854          |                               | Meldungen zwischen 6 SC                              |                                                                                             | Göttingen fordert „neuen Congress in Kösen“ |
| 1855          | Göttinger SC                  | Brunsviga Göttingen                                  | Alexander Conze (EM)                                                                        | Neukonstitution mit den SC zu Breslau, Gießen, Halle, Heidelberg, Jena, Leipzig und Marburg, alphabetische Vorortreihenfolge |
| 1856          | Greifswald                    | Guestfalia                                           | Peter Hanstein (EM) fr. Hanseae Bonn                                                        | SC zu Berlin, Bonn, Breslau, Freiburg und Greifswald, Bewährung des Meldewesens |
| 1857          | Halle                         | Marchia III                                          | Bernhard Hassert                                                                            | Tübinger Senioren-Convent |
| 1858          | Heidelberg                    | Suevia Heidelberg                                    | Theodor Eiserhardt fr. Pomeraniae                                                           | Erste Kösener Statuten, Abweisung des Senioren-Convents zu Freiberg, Erlanger Pfarrerstochter |
| 1859          | Jena                          | Thuringia                                            | Hermann Rittscher sp. Brunsvigae Göttingen                                                  | SC zu Würzburg |
| 1860          | SC zu Leipzig                 | Saxonia Leipzig                                      | Robert Geyler                                                                               | SC zu München |
| 1861          | Leipzig                       | Lusatia Leipzig                                      | Emil Munz (EM)                                                                              | Erlanger Senioren-Convent, Herulia Wien |
| 1862          | Würzburger Senioren-Convent   | Nassovia                                             | Karl Schroeder                                                                              | Tigurinia |
| 1863          | Berlin                        | Guestphalia Berlin                                   | Rudolf Windelband                                                                           | Congress der bayerischen Lebenscorps in Nürnberg |
| 1864          | Bonn                          | Borussia Bonn                                        | Wilhelm von Heyden-Linden (EM)                                                              | Deutsch-Dänischer Krieg, Silber-Litthuania im KSCV, Mensurpflicht, Paukbrille |
| 1865          | Senioren-Convent zu Breslau   | Borussia Breslau                                     | Robert Dalen                                                                                | SC zu Kiel Königsberger Senioren-Convent |
| 1866          | Erlanger Senioren-Convent     | Onoldia                                              | Carl Müller                                                                                 | Deutscher Krieg, Kösener Statuten |
| 1867          | Freiburger Senioren-Convent   | Rhenania Freiburg                                    | Otto Gageur                                                                                 | Aufnahme der Corps in Österreich abgelehnt |
| 1868          | Gießener Senioren-Convent     | a) Starkenburgia b) Teutonia Gießen c) Hassia Gießen | a) August Strecker b) Wilhelm Küchler fr. Rhenaniae Heidelberg c) Wilhelm Flegler           | Kösener Kreise |
| 1869          | Göttingen                     | Hildeso-Guestphalia                                  | Erich Gerstenberg                                                                           | Göttinger und Gießener Streitschriften |
| 1870          | Greifswald                    | Pomerania                                            | Fritz Siemens                                                                               | Deutsch-Französischer Krieg, Alamannia Basel |
| 1871          | Halle                         | Borussia Halle                                       | Friedrich Ruckser                                                                           | Rhenania Bern, beim Nachkriegscongress fehlen sechs SC |
| 1872          | Heidelberg                    | Rhenania Heidelberg                                  | Carl Götz                                                                                   | Die drei Schweizer Corps mit einer Stimme im KSCV, Gefallenendenkmal für 158 Corpsstudenten |
| 1873          | Jena                          | Franconia Jena                                       | Friedrich Weltz (EM) fr. Franconiae München                                                 | SC zu Straßburg |
| 1874          | Königsberger Senioren-Convent | Baltia                                               | Franz Fischer                                                                               | Sezessionsstreit in Erlangen |
| 1875          | Leipzig                       | Guestphalia Leipzig                                  | Max Robert Hein fr. Rhenaniae Berlin                                                        | |
| 1876          | Marburg                       | Hasso-Nassovia                                       | Carl Schönemann                                                                             | Samiel tritt ab |
| 1877          | SC zu München                 | Suevia München                                       | Josef Bernpointner sp. Rhenaniae Heidelberg                                                 | |
| 1878          | Straßburg                     | Rhenania Straßburg                                   | Karl Lorenz                                                                                 | Grün-Helvetia Zürich, Österreichische Corps in Melk |
| 1879          | Tübinger Senioren-Convent     | Franconia Tübingen                                   | Ludwig Weber                                                                                | |
| 1880          | Würzburg                      | Nassovia                                             | Hans von Campe sp. Palatiae Straßburg                                                       | |
| 1881          | Zürich                        | Tigurinia                                            | Antoine-Frédéric Vermeil fr. Hasso-Borussiae                                                | Zandersche Reformbewegung, Vermählung von Kronprinz Wilhelm |
| 1882          | Berlin                        | Guestphalia Berlin                                   | Karl Piest sp. Franconiae Tübingen                                                          | SC zu Rostock (1) |
| 1883          | Bonn                          | Borussia Bonn                                        | Oskar von der Osten-Warnitz                                                                 | |
| 1884          | Breslau                       | Marcomannia                                          | Rufin Reichert                                                                              | Academische Monatshefte |
| 1885          | Erlangen                      | Onoldia                                              | Wilhelm von Meinel                                                                          | |
| 1886          | Freiburg                      | Hasso-Borussia                                       | Hans von Ditfurth                                                                           | Spende für Scheffel-Denkmal in Heidelberg |
| 1887          | Gießen                        | Teutonia Gießen                                      | Adolf Geßner                                                                                | Spende für Nachtigal-Denkmal in Stendal |
| 1888          | Göttingen (1)                 | Hannovera                                            | Max Porzig fr. Guestphaliae Jena                                                            | Innsbruck zieht genehmigten Aufnahmeantrag zurück |
| 1889          | Göttingen (2)                 | Saxonia Göttingen                                    | Georg Plehn                                                                                 | Abschaffung der Mensuranfrage |
| 1890          | Greifswald                    | Pomerania                                            | Friedrich Carl Colley                                                                       | Kaiser-Wilhelm-Denkmal |
| 1891          | Halle                         | Guestphalia Halle                                    | Hans von Jacobs                                                                             | Rede von Wilhelm II. beim Bonner SC-Kommers am 6. Mai |
| 1892          | Heidelberg                    | Guestphalia Heidelberg                               | Friedrich Meister                                                                           | Ärger um den Fuchssturm, Spenden für Blücher-Denkmal in Caub |
| 1893          | Jena                          | Saxonia Jena                                         | Max Hartwig sp. Saxoniae Halle                                                              | |
| 1894          | Königsberg                    | Hansea Königsberg                                    | Gustav Bachus sp. Thuringiae Jena                                                           | Erster Delegiertentag des Verbandes Alter Corpsstudenten |
| 1895          | Leipzig                       | Lusatia Leipzig                                      | Richard Döhnert fr. Guestphaliae Jena                                                       | Huldigung Bismarcks in Friedrichsruh |
| 1896          | Marburg                       | Teutonia Marburg                                     | EM Wilhelm Schultheis                                                                       | Bismarck-Denkmal Duellrestriktionen |
| 1897          | München                       | Bavaria München                                      | Ernst Doebner                                                                               | Druck der Meldungen in den AM |
| 1898          | Straßburg                     | Palatia Straßburg                                    | Gottfried von Jacobi                                                                        | Landsmannschaften werden Corps, Beitritt des KSCV zum Deutschen Flottenverein in corpore |
| 1899          | Tübingen                      | Suevia Tübingen                                      | Friedrich Blauel                                                                            | |
| 1900          | Würzburg                      | Moenania                                             | Julius Gentes                                                                               | Es wurde unter anderem über die Renovation des Kaiser Wilhelm-Denkmals beraten. |
| 1901          | Berlin                        | Vandalia Berlin                                      | Paul Fichtner                                                                               | |
| 1902          | Bonn                          | Teutonia Bonn                                        | Max Kühne                                                                                   | SC zu Innsbruck Fabricius Kurator des Kösener Archivs, Anerkennung der Münchener WSC-Corps |
| 1903          | Breslau                       | Marcomannia                                          | Fritz Toepffer sp. Vandaliae Berlin                                                         | Verbot des Fremdenpumps |
| 1904          | Erlangen                      | Baruthia                                             | Georg Reif                                                                                  | „KSCV und Corps sind unpolitisch.“ aoKC in Halle |
| 1905          | Freiburg                      | Rhenania Freiburg                                    | Werner Meißner sp. Rheno-Guestphaliae                                                       | Erste Korpslisten (1798–1904), Diskussion der Akademischen Freiheit |
| 1906          | Gießen                        | Hassia                                               | Robert Poppendieck                                                                          | Aschaffenburger SC |
| 1907          | Göttingen                     | Hannovera                                            | Walter Todt                                                                                 | Rostock (2) |
| 1908          | Greifswald                    | Pomerania                                            | Alfred Solger                                                                               | Bismarcks Büste und Kösener Feier in der Walhalla, Kösener Doppelmusik |
| 1909          | Halle                         | Borussia Halle                                       | Walter Schulze                                                                              | SC zu Münster |
| 1910          | Heidelberg                    | Saxo-Borussia                                        | Wilhelm von Arnim-Lützlow                                                                   | Aschaffenburger Corps im SC zu München, aoKC in Jena (Roth Guestphaliae Jena) |
| 1911          | Jena                          | Guestphalia Jena                                     | Hans Roth                                                                                   | Corps statt Korps, aoKC in Halle (Rinne 1 Holsatiae): Neufassung der Kösener Statuten |
| 1912          | Kiel                          | Saxonia Kiel                                         | Hans Hermann Kretschmar                                                                     | Congress in Naumburg Nationalflugspende „Rudelsburg“ Statutenkommission |
| 1913          | Königsberg                    | Littuania                                            | Kurt Riedel sp. Neoborussiae Halle                                                          | Deutsche Corps-Zeitung, auch Verkehrsgäste im SC-Verruf |
| 1914          | Leipzig                       | Lusatia Leipzig                                      | Hans Schmidt-Leonhardt                                                                      | Erster Weltkrieg Marburger Abkommen |
| 1915          | Marburg (gf.)                 | kein oKC                                             |                                                                                             | Denkschrift des Gesamtausschusses |
| 1916          | Marburg (gf.)                 | kein oKC                                             |                                                                                             | |
| 1917          | Marburg (gf.)                 | kein oKC                                             |                                                                                             | |
| 1918          | Marburg                       | kein oKC Hasso-Nassovia                              | Walter Fuhrmann                                                                             | 25./26. Mai Waffenstudententag in Jena 2.538 gefallene Kösener Corpsstudenten, aoKC am 23. November bei Hasso-Nassovia |
| 1919          | Marburg                       | Hasso-Nassovia                                       | Werner Schneichel                                                                           | Doppelt so viele Aktive wie 1914, SC zu Frankfurt a. M., Graz, Münster und Wien, Pépinière-Corps in Hamburg, Prager Senioren-Convent, Straßburger Vorstellung „Allgemeiner Deutscher Corpsverband“ mit WSC und RSC abgelehnt                                                                           |
| 1920          | München                       | Bavaria München                                      | Adolf Neidhardt                                                                             | 116 Corps mit 3.500 Aktiven und Inaktiven, SC zu Brünn, Köln und Leoben Keine Aufnahme von Juden Sportpflicht „Kreispolitik unerwünscht“ |
| 1921          | Münster                       | Rheno-Guestphalia                                    | Otto Schultze-Rhonhof                                                                       | Zweckverband mit dem WSC, Erlanger Verbände- und Ehrenabkommen, Vorortwechsel nach Kalenderjahr |
| 1922          | Rostock                       | Vandalia Rostock                                     | Fritz Weber                                                                                 | Deutsche Inflation 1914 bis 1923, Frankonia Prag, Historische Kommission, Allgemeiner Deutscher Waffenring, Tharandt |
| 1923          | Tübingen                      | Borussia Tübingen                                    | Hermann Hobrecker                                                                           | Keine völkische Betätigung der Corps, Ehrenschutzabkommen mit den alten Offizierverbänden, Vordatierungkommission Heidelberger Entschließung |
| 1924          | Würzburg                      | Rhenania Würzburg                                    | Fritz Höpker                                                                                | „Überwältigende Zahl von Corpsschwestern in Kösen“ |
| 1925          | Berlin                        | Normannia Berlin                                     | Conrad Stolte                                                                               | Überreiches Nachwuchsangebot bei den süd- und westdeutschen Corps, Wanderpreis Fünfkampf |
| 1926          | Bonn                          | Hansea Bonn                                          | Julius Stockhausen                                                                          | Löwendenkmal, Zehnerausschuß (Kreth, Heyer), Aufnahme von Alemannia Czernowitz abgelehnt, Nationalsozialistischer Deutscher Studentenbund |
| 1927          | Breslau                       | Silesia                                              | Ulrich Kersten                                                                              | Wanderpreis Sportabzeichen |
| 1928          | Erlangen                      | Bavaria Erlangen                                     | Gottfried Balzer sp. Athesiae                                                               | Staatspolitische Ausbildung Abschaffung des Trinkzwangs Deutsche Schule in Windhuk |
| 1929          | Frankfurt a. M.               | Austria                                              | Hans Joachim Kettner                                                                        | Sammlung Frommel in Frankfurt a. M. Beitritt zur Hanseatischen Yachtschule |
| 1930          | Freiburg                      | Suevia Freiburg                                      | Kurt Kleinschmidt                                                                           | Ende der Mitarbeit in der Deutschen Studentenschaft |
| 1931          | Gießen                        | Starkenburgia                                        | Otto Vierheller                                                                             | SC zu Hannoversch Münden, 161 Aktive weniger als 1930 |
| 1932          | kein oKC Göttingen            | Bremensia                                            | Günther Kraaz                                                                               | Über 6 Mill. Arbeitslose, Austritt aus dem Allgemeinen Deutschen Waffenring, aoKC am 21.–23. Oktober in Göttingen |
| 1933          | Greifswald                    | Guestfalia Greifswald                                | Karlfriedrich Mohr fr. Marchiae Berlin                                                      | aoKC am 14./15. Januar in Greifswald: „Grundsätzliche Klärung der Stellung des HKSCV zu seinen Aufgaben und zu seiner Vertretung im Gesamtstudententum.“ Gleichschaltung: Max Blunck wird „Führer des KSCV und VAC“, statt oKC Gottesdienst im Naumburger Dom Patenschaft für Klarenthal               |
| 1934          | kein oKC Hamburg              | Franconia Hamburg                                    | Führer: Max Blunck Franconiae Jena                                                          | aoKC am 9./10. Juni in Weimar aoKC am 29. September in Kösen Wiedereintritt in den ADW, Prager SC-Verband, kein „Deutscher Senioren-Convent“ |
| 1935          | Hamburg                       | Franconia Hamburg                                    | Vorort: Karl-Heinz Welge Führer: a) Walter Heringhaus Austriae b) Ernst Schlange Pomeraniae | Gemeinschaft Studentischer Verbände, Feldgottesdienst in der Buchenhalle Guestphalia Erlangen Kommersrede Johannes Reinmöller Auflösung des KSCV am 28. September Viktor Lutze: „SA und Kösener SC sind unvereinbar.“ Ernst Schlange: „Sämtliche reichsdeutschen Corps sind suspendiert“ (24. Oktober) |
| 1936          | ./.                           |                                                      |                                                                                             | SC-Kameradschaften, Atlantikregatta mit WVaC |
| 1937          | ./.                           |                                                      |                                                                                             | Ehrenerklärung des Reichsstudentenführers Umstrukturierung der Kameradschaften |
| 1938          | ./.                           |                                                      |                                                                                             | Anschluss Österreichs, Suspension der österreichischen Corps, Liquidation des VAC |
| 1939          | ./.                           |                                                      |                                                                                             | Protektorat Böhmen und Mähren, Suspension des Prager SC-Verbandes, Polenfeldzug, Suevia München suspendiert am 29. Juli, Kösener Archiv auf der Marienfeste |
| 1940          | ./.                           |                                                      |                                                                                             | Korporation Markgrafschaft in Leipzig, Mensuren in Marburg (bis 1944) |
| 1941          | ./.                           |                                                      |                                                                                             | Straßburger Kameradschaften, Mensuren in Bonn |
| 1942          | ./.                           |                                                      |                                                                                             | Mensuren in Leipzig, Freiburg, Würzburg und Münster, Stiftung von Misnia IV in Leipzig, Guestphalia Würzburg rekonstituiert (bis 1945) |
| 1943          | ./.                           |                                                      |                                                                                             | Bavaria Würzburg rekonstituiert (bis 1944) |
| 1944          | ./.                           |                                                      |                                                                                             | Versuchte Rekonstitution des KSCV, Wiedergründung des SC zu München durch Cisaria und Suevia München |
| 1945          | ./.                           |                                                      |                                                                                             | 3.610 gefallene Kösener Corpsstudenten |
| 1946          | ./.                           |                                                      |                                                                                             | Misnia IV nach Erlangen |
| 1947          | ./.                           |                                                      |                                                                                             | Ruhrarbeitskreis, Bavaria München rekonstituiert, Guestphalia Würzburg in Erlangen |
| 1948          | ./.                           |                                                      |                                                                                             | Neukonstitution des SC zu München |
| 1949          | ./.                           |                                                      |                                                                                             | Saxonia Frankfurt gegründet |
| 1950          | (Bonn)                        | Rhenania Bonn                                        | Otto Klonz Thuringiae Jena                                                                  | Gründung der Interessengemeinschaft am 6. Januar, 30 Corps in der Trizone rekonstituiert |
| 1951          | (Bonn)                        | Guestphalia Bonn                                     | Dieter Hallerbach                                                                           | Wiederbegründung des KSCV auf der Godesburg, aoKC auf der Burg Altena Münchner Senioren-Convent mit WSC-Corps |
| 1952          | Hamburg (wie 1934)            | Albertina                                            | Ernst-Georg Pantel                                                                          | Congress auf der Wachenburg 1.732 Aktive und Inaktive, Institut für Hochschulkunde, wie 1934 kein „Deutscher Senioren-Convent“ |
| 1953          | Kiel                          | Saxonia Kiel                                         | Klaus-Jürgen Dierig                                                                         | Congress auf der Wachenburg |
| 1954          | Köln                          | Hansea Köln                                          | Dieter Bühring                                                                              | Erster Congress in Würzburg SC zu Saarbrücken Danubia Graz, 2. Kartellvertrag mit dem WSC |
| 1955          | Mainz                         | Hassia-Gießen                                        | Heinz Viebach fr. Bavariae Würzburg, sp. Rhenaniae Bonn                                     | Staatsbürgerliche Arbeitstagung bei Rhenania Würzburg, Verein für corpsstudentische Geschichtsforschung |
| 1956          | Marburg                       | Guestphalia Marburg                                  | Friedemann Keßler                                                                           | |
| 1957          | München                       | Rheno-Palatia                                        | Berend-Heiko Behrends                                                                       | |
| 1958          | Münster                       | Rheno-Guestphalia                                    | Manfred Meyer sp. Posoniae                                                                  | Kösener Ehrenordnung, Ausschluss Palatia Bonn |
| 1959          | Tübingen                      | Rhenania Tübingen                                    | Ulrich Stegmann sp. Lusatiae Leipzig                                                        | Arbeitstagung in Salzburg |
| 1960          | Wien                          | Alemannia Wien                                       | Dieter Waibel sp. Gothiae                                                                   | erster österreichischer Vorort |
| 1961          | Würzburg                      | Rhenania Würzburg                                    | Hans-Heinrich Strobel                                                                       | KSCV im Bundesjugendplan |
| 1962          | Berlin                        | Borussia Berlin                                      | (K. Lierow sp. Hannoverae)                                                                  | |
| 1963          | Bonn                          | Saxonia Jena et Bonn                                 | Jörg Heppe fr. Borussiae Tübingen                                                           | |
| 1964          | Erlangen                      | Rhenania Erlangen                                    | Lothar Hillebrand sp. Brunsvigae München                                                    | |
| 1965          | Frankfurt a. M.               | Palaio-Alsatia                                       | Lothar Goldschmidt sp. Frankoniae-Prag zu Saarbrücken                                       | SC zu Salzburg |
| 1966          | Freiburg                      | Hubertia Freiburg                                    | Hans-Joachim Hiebsch sp. des Schacht                                                        | SC zu Düsseldorf (bis 1991), Marchia Bochum (bis 1968) |
| 1967          | Gießen                        | Starkenburgia                                        | Wilfried Heinemann                                                                          | SC zu Regensburg, Vortrag Karl August Bettermann: Demokratie und Eliten |
| 1968          | Göttingen                     | Saxonia Göttingen                                    | Hans Viktor von Hoff                                                                        | aoKC in Saarbrücken: Hochschulpolitik SC-Patenschaft München–Salzburg |
| 1969          | Graz                          | Teutonia Graz                                        | Arnulf Huber fr. Saxoniae Wien                                                              | |
| 1970          | Hamburg                       | Thuringia Jena                                       | Wolfgang Speth sp. Sueviae München                                                          | Festrede Philipp W. Fabry Suspension des Heidelberger SC Arbeitstagung in Hamburg |
| 1971          | Heidelberg                    | Suevia Heidelberg                                    | Hanns-Eberhard Schleyer                                                                     | Ausscheiden Bremensia, Rhenania Straßburg und Suevia Tübingen |
| 1972          | Innsbruck                     | Athesia                                              | Christoph Rittler                                                                           | Ausscheiden Marchia Bochum und Vandalo-Guestphalia |
| 1973          | Kiel                          | Palaiomarchia-Masovia                                | Rüdiger Döhler                                                                              | Festrede Max Kohlhaas 125 Jahre KSCV Stellungnahme zur Hochschulpolitik Arbeitstagung mit WSC bei Borussia Clausthal SC zu Augsburg |
| 1974          | Köln                          | Lusatia Breslau                                      | Heiner Jüttner                                                                              | |
| 1975          | Leoben                        | Montania                                             | Lambert Prohaska-Hotze fr. Vandaliae Graz                                                   | |
| 1976          | Mainz                         | Borussia Greifswald                                  | Helmut Wagner                                                                               | |
| 1977          | Marburg                       | Teutonia Marburg                                     | Ingo Schulz-Hennig                                                                          | 1. Frühschoppen in Würzburg |
| 1978          | München (1)                   | Suevia München                                       | (R.-M. Schrödter, fr. Silesia)                                                              | PP-Richtlinien |
| 1979          | München (2)                   | Suevia München                                       | (Schrödter)                                                                                 | |
| 1980          | Münster                       | Guestphalia Halle                                    | Bernhard Baxhenrich                                                                         | SC zu Linz (Alemannia Wien) |
| 1981          | Regensburg                    | Franconia-Jena                                       | Johannes Baier                                                                              | Festrede Adolf Hemberger |
| 1982          | Saarbrücken                   | Frankonia-Prag                                       | Klaus Milz sp. Makariae, Franconiae Würzburg                                                | |
| 1983          | Tübingen                      | Borussia Tübingen                                    | (Rainer Roos)                                                                               | |
| 1984          | Wien                          | Hellas                                               | Adalbert Cramer                                                                             | AGOeC-Tagung in Eberbach, SC zu Konstanz |
| 1985          | Würzburg                      | Franconia Würzburg                                   | (Thomas Heider)                                                                             | SC zu Passau (Budissa) |
| 1986          | Augsburg                      | Saxonia Leipzig                                      | Fr.-J. Mansbarth                                                                            | |
| 1987          | Berlin                        | Lusatia Leipzig                                      | Hagen Reischel                                                                              | |
| 1988          | Bochum                        | Neoborussia-Berlin                                   | Christian Gloria                                                                            | Vorortübergabekommers am 7. November 1987 in der Ruhr-Universität, Festrede Knut Ipsen |
| 1989          | Bonn                          | Rhenania Bonn                                        | Alexander Haudan                                                                            | |
| 1990          | Erlangen                      | Onoldia                                              | Thomas Mickley                                                                              | Thuringia Jena erstes Corps in der DDR, Lusatia wieder in Leipzig |
| 1991          | Frankfurt a. M.               | Austria                                              | Reiner Sachs sp. Starkenburgiae                                                             | Erste Veranstaltung in Bad Kösen seit 1935 Wieder SC zu Halle und Rostock |
| 1992          | Freiburg                      | Rhenania Freiburg                                    | René A. Lohs fr. Guestphaliae Bonn und Greifswald zu Bonn                                   | |
| 1993          | Gießen                        | Teutonia Gießen                                      | Jörg Rommel                                                                                 | Letzter (39.) oKC in Würzburg, wieder SC zu Greifswald, SC zu Trier, erster offizieller Fahnenwechsel auf der Rudelsburg |
| 1994          | Göttingen                     | Teutonia-Hercynia                                    | Oliver Senger                                                                               | 1. oKC in Bad Kösen seit 1935, Bestätigung der Kösener Raute als Verbandssymbol |
| 1995          | Graz                          | Teutonia Graz                                        | Dietmar Preinstorfer                                                                        | |
| 1996          | Halle                         | Palaiomarchia                                        | Claas Plesch fr. Moenaniae                                                                  | |
| 1997          | Hamburg                       | Albertina                                            | Martin Küchenthal                                                                           | Hansea Bremen, SC zu Frankfurt/Oder (Borussia-Polonia) |
| 1998          | Heidelberg                    | Saxo-Borussia                                        | Jacob von Gehren                                                                            | 150 Jahre KSCV, Kommersrede v. Rohr |
| 1999          | Jena                          | Thuringia Jena                                       | Gerd Belusa                                                                                 | Kommersrede Wippermann |
| 2000          | Kiel                          | Holsatia                                             | Reinhard Hein fr. Rhenaniae Tübingen                                                        | |
| 2001          | Leoben                        | Erz                                                  | Peter Berger                                                                                | |
| 2002          | Marburg                       | Guestphalia et Suevoborussia                         | Frank Meißner fr. Makariae München                                                          | SC zu Potsdam (Masovia) |
| 2003          | München                       | Isaria                                               | Philipp Mauch sp. Sueviae Heidelberg                                                        | |
| 2004          | Münster                       | Rheno-Guestphalia                                    | Jan Böttcher fr. Baltica-Borussiae, sp. Palaiomarchia-Masoviae                              | |
| 2005          | Passau                        | Budissa                                              | Veit Sahlfeld sp. Sueviae Heidelberg                                                        | Kartellstreit mit dem WSC |
| 2006          | Potsdam                       | Masovia                                              | Marc-Torben Lerch                                                                           | Bibliothek verbrannter Bücher |
| 2007          | Regensburg                    | Franconia-Jena                                       | Christoph Michelsburg                                                                       | Denkmäler bei der Rudelsburg restauriert |
| 2008          | Rostock                       | Visigothia                                           | Kurt Wolfgang Schmidt sp. Sueviae Freiburg                                                  | Wieder SC zu Zürich |
| 2009          | Trier                         | Marchia Brünn                                        | Theo Gründler                                                                               | Neuer Kartellvertrag mit dem WSC |
| 2010          | Tübingen                      | Franconia Tübingen                                   | Michael Stephan                                                                             | Silvania erstes Kösener Corps in Dresden |
| 2011          | Wien                          | Saxonia Wien                                         | Wolf-Rüdiger Mölzer fr. Vandaliae Graz                                                      | Erneuerung von Leonhard Zanders Grab in Schleswig |
| 2012          | Würzburg                      | Nassovia Würzburg                                    | Matthias Stier sp. Nassoviae Budapest                                                       | Reform der Ehrenordnung |
| 2013          | Berlin                        | Borussia                                             | Georg Friedrich Bremer                                                                      | |
| 2014          | Bonn                          | Rhenania Bonn                                        | Ingo Waibel sp. Frankoniae Brünn                                                            | Nassovia Budapest im KSCV |
| 2015          | Erlangen                      | Baruthia                                             | Christian von Hesler                                                                        | Vorort und VAC-Vorstand besuchen den Präsidenkonvent in Riga |
| 2016          | Frankfurt a. M.               | Austria                                              | Laurent Hoff sp. Palatia-Guestphaliae                                                       | Flaminea Löwen renonciert beim Vorort |
| 2017          | Frankfurt (Oder)              | Silesia                                              | Frank Muchow sp. Saxoniae Leipzig                                                           | Beim Übergabekommers in Frankfurt sprechen Raimund Lang und Zigmars Vestfals, Vertreter der Selonia Reception Flaminea, SC zu Löwen CorpsConnect |
| 2018          | Freiburg                      | Suevia                                               | Pascal Frey                                                                                 | Hansea Wien ausgeschlossen, Erweiterung des Kartellvertrages mit dem WSC |
| 2019          | Gießen                        | Teutonia                                             | Patrick Ranft sp. Guestphalia et Suevoborussiae                                             | 25 Jahre Rückkehr nach Bad Kösen, Kommersrede Döhler |
| 2020          | kein oKC Göttingen            | Hannovera                                            | Adrian Hirt                                                                                 | COVID-19-Pandemie in Deutschland |
| 2021          | Greifswald                    | Borussia                                             | Finn Götze sp. Saxoniae Kiel                                                                | |
| 2022          | Halle                         | Guestphalia                                          | Marc Daniel Nachtsheim sp. Saxoniae Leipzig                                                 | |
| 2023          | Heidelberg                    | Rhenania                                             | Stefan Giring fr. Hasso-Nassoviae                                                           | |
| 2024          | Innsbruck                     | Gothia                                               | Felix Schiebelhut fr. II Germaniae München                                                  | |